# Bebryce grandis
Bebryce grandis is een zachte koraalsoort uit de familie Plexauridae. De koraalsoort komt uit het geslacht Bebryce. Bebryce grandis werd voor het eerst wetenschappelijk beschreven door author unknown. 